# Geisteswissenschaft
Geisteswissenschaften (pronunciación en alemán: /ˈɡaɪstəsˌvɪsənʃaftən/, «ciencias de la mente») es un conjunto de ciencias humanas como filosofía, historia, filología, musicología, lingüística, estudios de teatro, estudios literarios, estudios de medios, y a veces incluso teología y jurisprudencia, que son tradicionales en las universidades alemanas. La mayor parte de su tema estaría bajo la mucho más grande facultad de humanidades de la típica universidad de habla inglesa.

## Historia
El concepto de Geist se remonta al idealismo alemán de los siglos XVIII y XIX, en particular al concepto de Herder y Hegel de un Volksgeist, el supuesto "espíritu" común, o mejor dicho, la mente de un pueblo. Para entender el término Geisteswissenschaften, uno debe tener en cuenta que la facultad continental de filosofía heredó la facultad medieval de las artes. Además de la filosofía misma, abarcaba las ciencias naturales con las matemáticas, así como las disciplinas filológicas e históricas y más tarde la psicología y las ciencias sociales. El término Geisteswissenschaften se utilizó primero como traducción del término "ciencias morales" de John Stuart Mill. El historiador, filósofo y sociólogo Wilhelm Dilthey popularizó el término, argumentando que la psicología y el campo emergente de la sociología, como las disciplinas filológica e histórica, deberían considerarse como Geisteswissenschaft en lugar de Naturwissenschaft (ciencias naturales), y que su metodología debería reflejar esta clasificación. Sus argumentos fueron muy influyentes en las teorías del destacado sociólogo alemán Max Weber, aunque Weber prefirió el término Kulturwissenschaft, que ha sido promovido por sus colegas neokantianos (Wilhelm Windelband y Heinrich Rickert).

## Uso actual
Desde los tiempos de Dilthey se hizo común hablar del Naturwissenschaften por un lado y del "Geisteswissenschaften" por el otro, sin considerar particularmente el estado de las matemáticas y de la filosofía misma. Después de la separación de las ciencias naturales y las matemáticas en una facultad particular (no hasta la década de 1950 en algunas universidades), los Geisteswissenschaften se quedaron solos en la facultad filosófica e incluso la filosofía a menudo se incluyó bajo el término Geisteswissenschaften. Mientras tanto, muchas de las universidades alemanas han dividido estas facultades en departamentos más pequeños, de modo que los viejos intereses comunes y las viejas fronteras son menos visibles.
El término ahora se usa de manera irregular. En contextos administrativos, se usa ampliamente para discutir cómo organizar las instituciones académicas y describir la cultura de las discusiones académicas, de modo que las facultades de Teología y Derecho se agreguen a la Geisteswissenschaften. En algunos contextos de política científica, las Geisteswissenschaften se describen como ciencias no empíricas, acercándolas a la filosofía y excluyendo las ciencias sociales de su área.
En el contexto de la metodología, por el contrario, se ha enfatizado que Geisteswissenschaften como la historia y las disciplinas filológicas, relacionadas con datos empíricos (documentos, libros y expresiones), junto con la psicología y las ciencias sociales, tienen un carácter empírico común, que se basa esencialmente en la comprensión (Verstehen) o el entendimiento de las expresiones de significado.
Otros autores, como Rudolf Steiner, usaron el término Geisteswissenschaft en un sentido históricamente bastante distinto para referirse a una propuesta de "Ciencia del Espíritu".

## Ejemplo de uso
De Kulturgeschichte Frankreichs, Suchanek-Fröhlich, p. 633:

Man hat Taine vorgeworfen, dass er, dessen Hauptziel die Einführung naturwissenschaftlicher Methoden in die Geisteswissenschaften war, selbst nicht induktiv, sondern deduktiv vorging.

Traducción:

Algunos le reprochan a Taine que él mismo, cuyo objetivo era la introducción de los métodos de las ciencias naturales en el Geisteswissenschaften, procedía de métodos que no eran inductivos sino deductivos.